# Mèsia (regió)

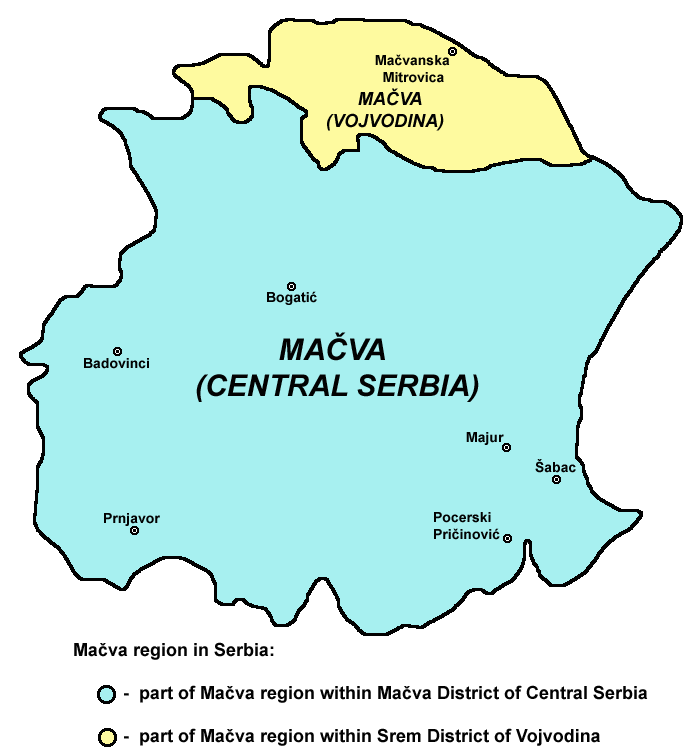
Mèsia

Mèsia (en serbi: Мачва, en hongarès: Macsó) és una regió geogràfica de Sèrbia, situada majoritàriament al nord-oest de la Sèrbia central. Es troba en una fèrtil plana entre el riu Sava i el riu Drina. La principal ciutat d'aquesta regió és Sabac.

## Història
Durant diversos segles l'administració de la Mèsia es va trobar sota control del monarca de l'antic Regne d'Hongria, el qual era confiat sovint a la seva família. El primer a ostentar el títol de rei de Mèsia va ser Sant Ladislau I d'Hongria, qui va conquistar aquesta regió sota el seu regnat. Posteriorment el títol de regent o governador de Mèsia va ser confiat a aristòcrates hongaresos, com va ser el cas de Rostislav Mikhàilovitx, qui era espòs de la princesa Anna d'Hongria (1226-1285). Després de la mort de Rostislav, el seu fill Béla de Moesia va ocupar el càrrec del seu pare, sent també governador de Bòsnia (1263-1272). Després de perdre al seu espòs i fill, la princesa hongaresa Anna es va convertir en la regent de la Mèsia el 1274-1275, càrrec que li va ser atorgat pel seu germà, el nou rei Esteve V d'Hongria.
El modern Districte de Mačva està situat a Sèrbia. És així mateix el nom de la regió, encara que la regió de Mèsia només inclou la part nord d'aquest districte. Una petita part de la regió nord de Mèsia es troba a la província autònoma de Voivodina, al Districte de Sírmia.